# Atelopus onorei
Atelopus onorei é uma pequena espécie de sapos amarelos e verdes da família Bufonidae. Ele é endêmico no Equador. Não é encontrado na natureza desde os anos 90, e é possível que esteja extinto na natureza, mas talvez ainda restem populações isoladas desta espécie. Seu habitat natural são as florestas úmidas de montanhas, em áreas tropicais e subtropicais, e rios. Está ameaçado pela perda do seu habitat.